# Europawahl in Italien 1994
- Euro-Kommunisten (PRC): 5
- Sozialisten (PDS, PSI, AD): 18
- Grüne (FdV, LR): 4
- Radikale (LP): 2
- Liberaldemokraten (LN, PRI): 7
- Europäische Volkspartei (PPI, PS, SVP): 12
- Forza Italia: 27
- fraktionslose (AN, PDSI): 12

Die Europawahl in Italien 1994 fand am 12. Juni 1994 im Rahmen der EU-weiten Europawahl 1994 statt. In Italien wurden 87 der 567 Sitze im Europäischen Parlament vergeben.

## Wahlsystem

Die fünf Wahlkreise Italiens

Das Land war in fünf Wahlkreise aufgeteilt: Italia nord-occidentale (Nordwestitalien: Piemont, Aostatal, Ligurien, Lombardei), Italia nord-orientale (Nordostitalien: Venetien, Trentino-Südtirol, Friaul-Julisch Venetien, Emilia-Romagna), Italia centrale (Mittelitalien: Toskana, Umbrien, Marken, Latium), Italia meridionale (Süditalien: Abruzzen, Molise, Kampanien, Apulien, Basilikata, Kalabrien) und Italia insulare (Inseln: Sizilien, Sardinien). Die Verteilung der Sitze erfolgte zuerst landesweit, dann pro Parteiliste nach den Wahlkreisen. Innerhalb der Listen gingen die Mandate an die Kandidaten mit den meisten Stimmen.

## Ergebnis
48.461.792 Personen waren wahlberechtigt. Die Wahlbeteiligung lag bei 73,60 % (35.667.440 Wähler). 2.753.484 Wahlzettel (7,7 %) wurden blank oder ungültig abgegeben.
| Kürzel          | Partei                                           | Stimmen    | Anteil | ±      | Mandate | ±   | Fraktion     |
| --------------- | ------------------------------------------------ | ---------- | ------ | ------ | ------- | --- | ------------ |
| FI              | Forza Italia                                     | 10.089.139 | 30,62  | neu    | 27      | neu | FE           |
| PDS             | Partito Democratico della Sinistra               | 6.281.354  | 19,06  | −8,52  | 16      | −6  | SOZ          |
| AN              | Alleanza Nazionale                               | 4.108.670  | 12,47  | +6,96  | 11      | +7  | fraktionslos |
| PPI             | Partito Popolare Italiano                        | 3.295.337  | 10,00  | −22,90 | 8       | −18 | EVP          |
| LN              | Lega Nord                                        | 2.162.586  | 6,56   | +4,73  | 6       | +4  | ELDR         |
| PRC             | Partito della Rifondazione Comunista             | 2.004.716  | 6,08   | neu    | 5       | neu | VEL          |
| PS              | Patto Segni                                      | 1.073.095  | 3,26   | neu    | 3       | neu | EVP          |
| FdV             | Federazione dei Verdi                            | 1.055.797  | 3,20   | −2,97  | 3       | −2  | Grüne        |
| LP              | Lista Marco Pannella                             | 702.717    | 2,13   | *      | 2       | +1  | ERA          |
| PSI-AD          | Partito Socialista Italiano–Alleanza Democratica | 606.538    | 1,84   | −12,96 | 2       | −10 | SOZ          |
| MDR-LR          | Movimento per la Democrazia - La Rete            | 366.258    | 1,11   | neu    | 1       | neu | Grüne        |
| PRI             | Partito Repubblicano Italiano                    | 242.786    | 0,74   | *      | 1       | −2  | ELDR         |
| PSDI            | Partito Socialista Democratico Italiano          | 227.439    | 0,69   | −2,03  | 1       | −1  | fraktionslos |
| LAM             | Lega d’Azione Meridionale                        | 224.033    | 0,67   | neu    | 0       | neu |              |
| SVP             | Südtiroler Volkspartei                           | 202.668    | 0,62   | +0,12  | 1       | ±0  | EVP–ED       |
| PSd’Az-UV-altri | Federalismo                                      | 126.937    | 0,39   | −0,21  | 0       | −1  |              |
| LAL             | Lega Alpina Lumbarda                             | 110.458    | 0,34   | neu    | 0       | neu |              |
| FdL             | Federazione dei Liberali                         | 53.983     | 0,16   | *      | 0       | −1  |              |
|                 | Solidarietà                                      | 15.214     | 0,05   | neu    | 0       | neu |              |